# Serbia en los Juegos Europeos
Serbia en los Juegos Europeos está representada por el Comité Olímpico de Serbia, miembro de los Comités Olímpicos Europeos. Ha obtenido un total de 38 medallas: 12 de oro, 12 de plata y 14 de bronce.

## Medalleros

### Por edición
| Evento        | Oro | Plata | Bronce | Total |
| ------------- | --- | ----- | ------ | ----- |
| Bakú 2015     | 8   | 4     | 4      | 16    |
| Minsk 2019    | 1   | 2     | 3      | 6     |
| Cracovia 2023 | 3   | 6     | 7      | 16    |
| TOTAL         | 12  | 12    | 14     | 38    |

### Por deporte
| Evento         | Oro | Plata | Bronce | Total |
| -------------- | --- | ----- | ------ | ----- |
| Atletismo      | 1   | 0     | 0      | 1     |
| Baloncesto 3x3 | 0   | 0     | 1      | 1     |
| Boxeo          | 0   | 2     | 0      | 2     |
| Kickboxing     | 1   | 0     | 1      | 2     |
| Lucha          | 0   | 2     | 1      | 3     |
| Natación       | 0   | 0     | 1      | 1     |
| Piragüismo     | 2   | 2     | 5      | 9     |
| Sambo          | 1   | 0     | 2      | 3     |
| Taekwondo      | 1   | 3     | 1      | 5     |
| Teqball        | 0   | 2     | 0      | 2     |
| Tiro           | 5   | 1     | 1      | 7     |
| Voleibol       | 0   | 0     | 1      | 1     |
| Waterpolo      | 1   | 0     | 0      | 1     |
| TOTAL          | 12  | 12    | 14     | 38    |